# Karol Podżorski
Karol Podżorski (ur. 9 stycznia 1965) – polski hokeista na trawie, medalista zawodów Przyjaźń-84.

## Życiorys
Jest wychowankiem Piasta Cieszyn, od 1986 występował w Grunwaldzie Poznań, następnie był zawodnikiem Lecha Poznań i klubów włoskich. Jego ostatnim zespołem był niemiecki Rheydter SV, tam zakończył karierę zawodniczą w 2007.
W reprezentacji juniorów debiutował w 1981, zagrał w niej w 12 spotkaniach, zdobywając 4 bramki, w 1983 debiutował w reprezentacji młodzieżowej, zagrał w niej w 15 spotkaniach, zdobywając 10 bramek. W 1984 debiutował w reprezentacji seniorskiej. Zagrał m.in. na zawodach Przyjaźń-84, zdobywając srebrny medal, mistrzostwach świata w 1986 (8. miejsce) i 1998 (8. miejsce), turniejach interkontynentalnych w 1985 (3. miejsce), 1989 (7. miejsce), 1993 (12. miejsce), 1997 (4. miejsce). W I reprezentacji wystąpił w 189 spotkaniach, zdobywając 98 bramek. 
Po zakończeniu kariery zawodniczej został trenerem swojej dyscypliny sportu w Niemczech. Pracował m.in. w Düsseldorfer HC, Gladbacher HTC i Kölner HTC Blau-Weiss.